# Erwin Stricker
Erwin Stricker (* 15. August 1950 in Mattighofen, Oberösterreich; † 28. September 2010 in Bozen, Südtirol) war ein italienischer Skirennläufer und Unternehmer Südtiroler Herkunft.

## Biografie
Stricker wurde in Mattighofen geboren, seine aus Südtirol stammenden Eltern kehrten 1955 nach Südtirol zurück und ließen sich zunächst in Gossensaß und dann in Vahrn nieder. 1969 wurde er in das damals sehr erfolgreiche Nationalteam aufgenommen (siehe auch Gustav Thöni). Dabei nahm er an Rennen in allen Disziplinen teil, war 1972 und 1976 Olympiateilnehmer und wurde 1976 Italienischer Meister in der Abfahrt sowie 1977 in der Kombination. Im Skiweltcup erreichte er zweimal einen Podestplatz und 15 weitere Platzierungen unter den besten zehn. Einen an 2 Tagen ausgetragenen Riesenslalom am Stilfserjoch (24./25. Juni 1972) gewann er vor Thomas Hauser.

1979 beendete er seine sportliche Karriere und wurde Berater für den Wintersport und Unternehmer.
Schon während seiner aktiven Zeit und auch danach hat Stricker durch technische Neuerungen zur Entwicklung des alpinen Skisportes beigetragen. So entwickelte er unter anderem gebogene Skistöcke und einen aerodynamischen Helm für die Abfahrt, Geierschnabel-Skispitzen, Knieschützer und einen Skianzug. In Erinnerung an seine zahlreichen Unfälle forcierte er auch im Slalom die Verwendung von Helmen. 1979 ließ er die erste Schneekanone Südtirols aufstellen. Sein Skiverleih Rent and go ist über Franchisenehmer rund 600 Mal in 450 Skigebieten in aller Welt vertreten. Entlang der Vinschgaubahn baute Stricker einen Fahrradverleih auf. Zuletzt war er an der Errichtung des chinesischen Skigebietes Saibei Dolomiti im Kreis Chongli bei Zhangjiakou beteiligt und initiierte die Fachmessen Prowinter und Alpitec an der Messe Bozen (unter dem Namen Alpitec China wird die Messe auch in Peking veranstaltet).
Er heiratete 1978 die Niederländerin Linda Esser und hatte mit ihr zwei Kinder. Stricker, der zuletzt in Meran lebte, war vor Jahren an Krebs erkrankt und starb am 28. September 2010 im Bozner Krankenhaus an den Folgen eines Hirntumors.